# Katedra Narodowa w Waszyngtonie
Katedra Narodowa  (ang. Cathedral Church of Saint Peter and Saint Paul, także Washington National Cathedral) – waszyngtoński kościół katedralny Kościoła Episkopalnego w Stanach Zjednoczonych.

## Charakterystyka
Budowla znajduje się w stołecznym Waszyngtonie w Dystrykcie Kolumbii, jest szóstą pod względem wielkości neogotycką katedrą na świecie, a drugą w Stanach Zjednoczonych oraz czwartą pod względem wysokości budowlą w mieście.
Budowę rozpoczęto 29 września 1907 położeniem kamienia węgielnego w obecności prezydenta Theodora Roosevelta i 20 000 widzów. Budowa trwała 83 lata, ostatni element położono w obecności prezydenta George’a H.W. Busha w dniu 29 września 1990.
Katedra znajduje się na skrzyżowaniu Massachusetts Avenue i Wisconsin Avenue w północno-zachodniej części Waszyngtonu. Jest wpisana do rejestru  National Register of Historic Places.
Obecny wygląd jest efektem mieszania i przenikania się różnych stylów i nurtów gotyku. Na skrzyżowaniu naw wznosi się wieża centralna, wysoka na 91 m (206 m n.p.m.). Znajdują się w niej dwa zestawy dzwonów – 53-dzwonowy carillon i zestaw 10 dzwonów kościelnych. 
Całkowita powierzchnia katedry wynosi 57 akrów (230 000 m²).

## Grobowce
W katedrze pochowani zostali:
- Larz Anderson – amerykański ambasador w Japonii
- George Dewey – admirał
- Philip Frohman – architekt, jeden z budowniczych katedry
- Helen Keller – pisarka, pedagog i działaczka społeczna
- Anne Sullivan – nauczycielka niepełnosprawnych (m.in. Helen Keller)
- Stuart Symington – senator, kandydat na prezydenta
- Henry Yates Satterlee – pierwszy episkopalny biskup Waszyngtonu
- Leo Sowerby – kompozytor
- Henry Vaughan – architekt
- Thomas Woodrow Wilson – 28. prezydent Stanów Zjednoczonych
- Edith Wilson – żona prezydenta Wilsona, pierwsza dama
- Cordell Hull – 47. sekretarz stanu
- Norman Prince – żołnierz twórca Escadrille Lafayette

## Galeria

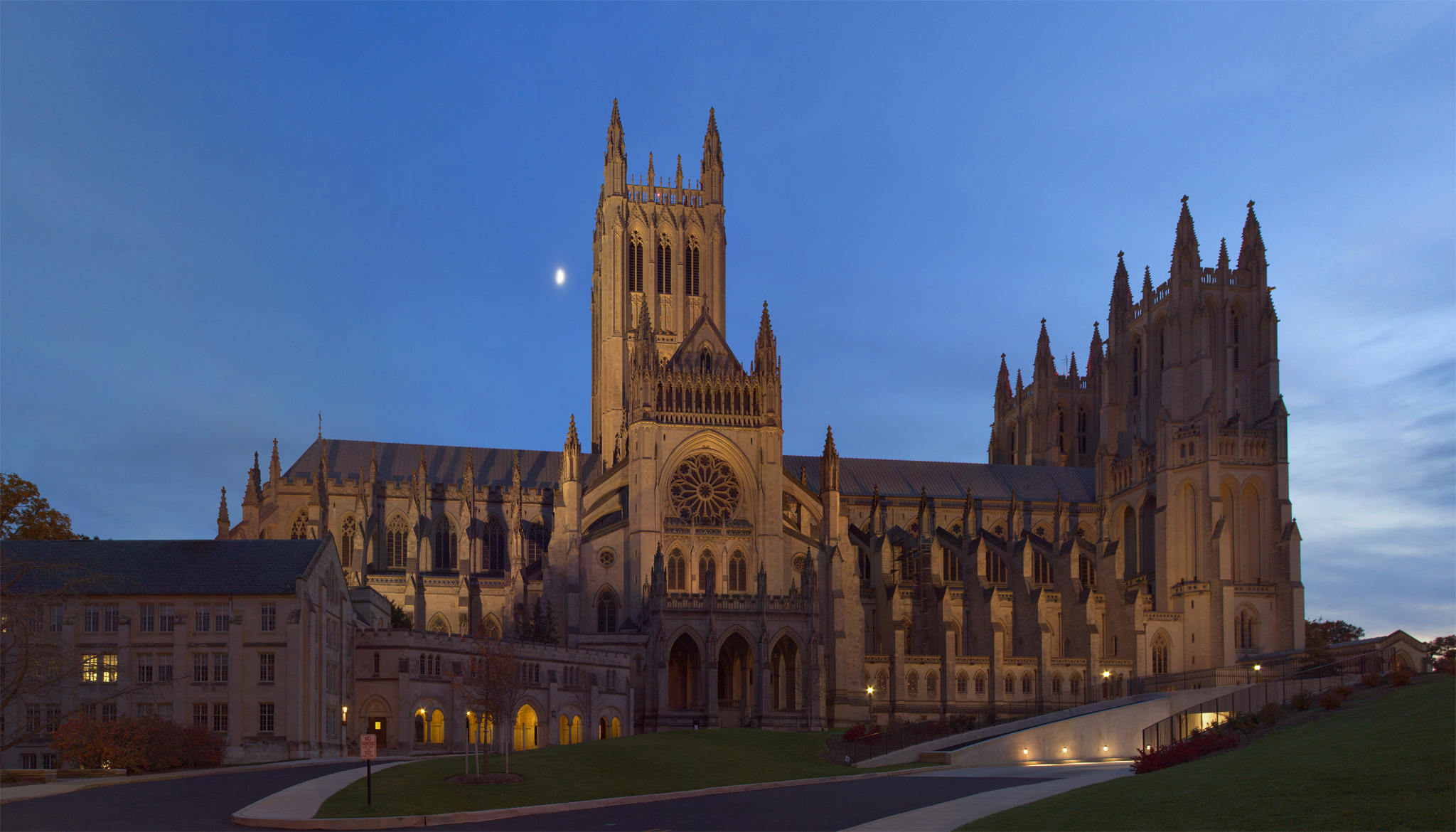
Świątynia o zmierzchu
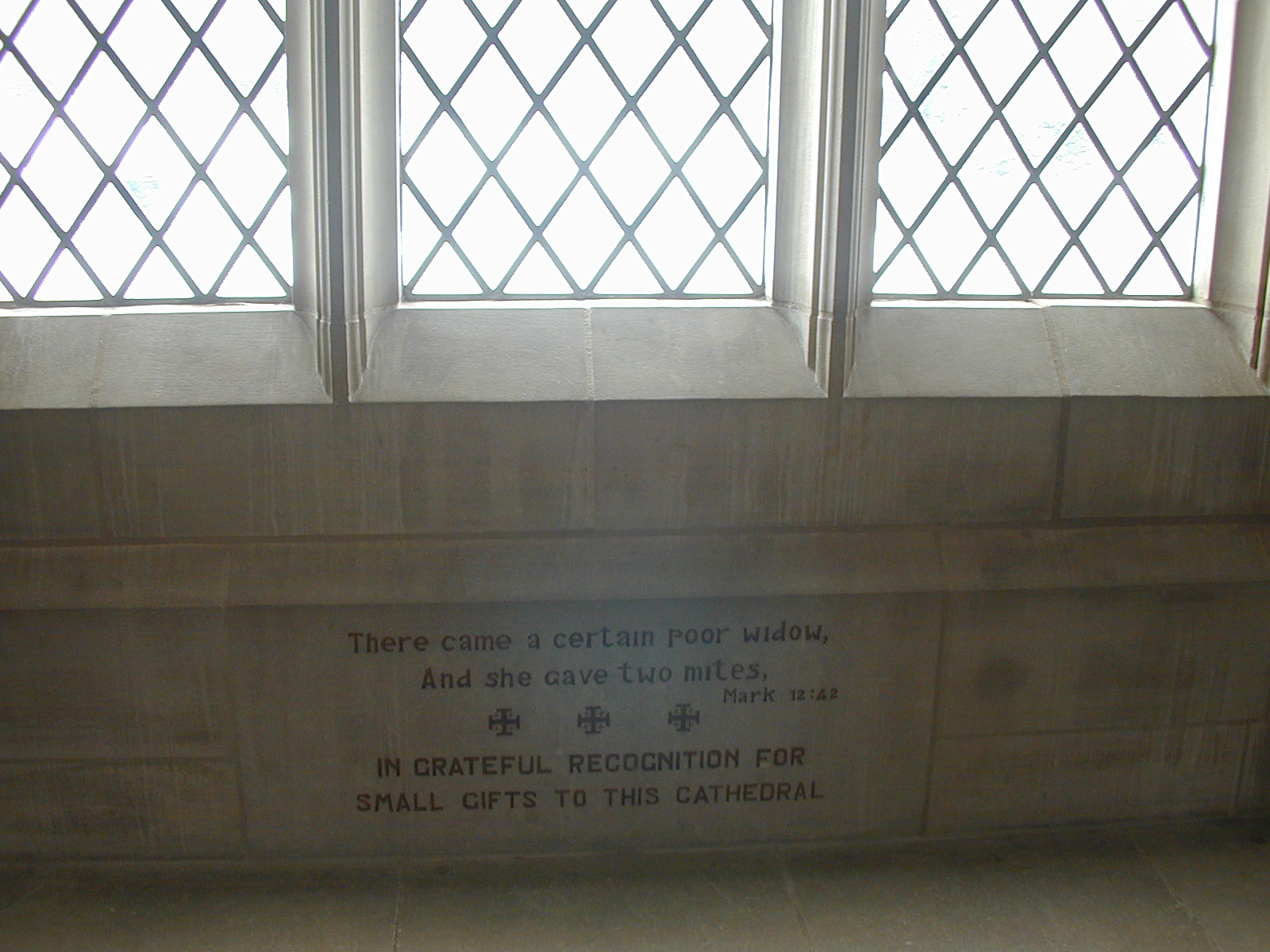
Grawerunek z podziękowaniami za datki
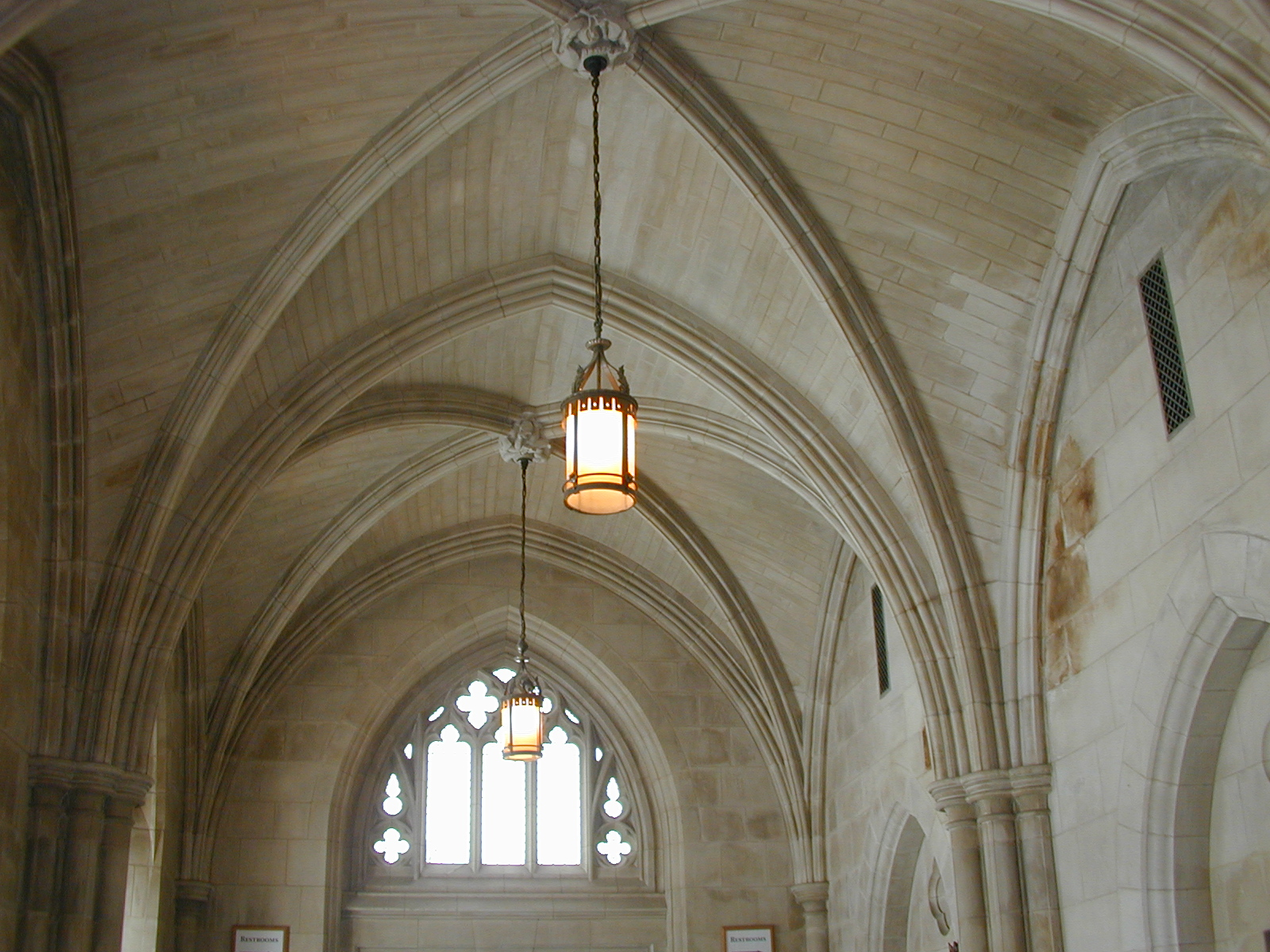
Sklepienie w północno-zachodnim krużganku
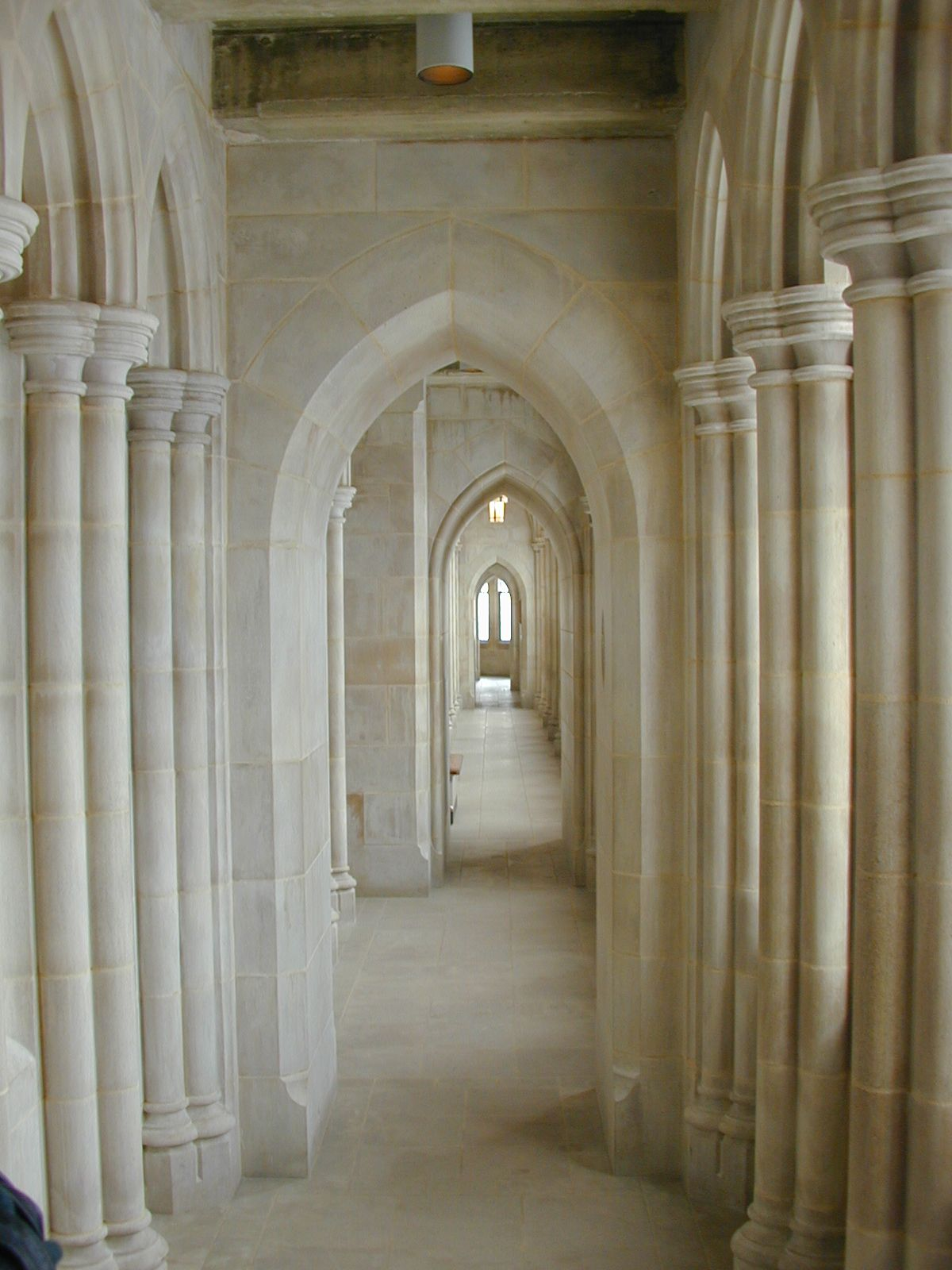
Katedralny korytarz (galeria widokowa dla pielgrzymów)
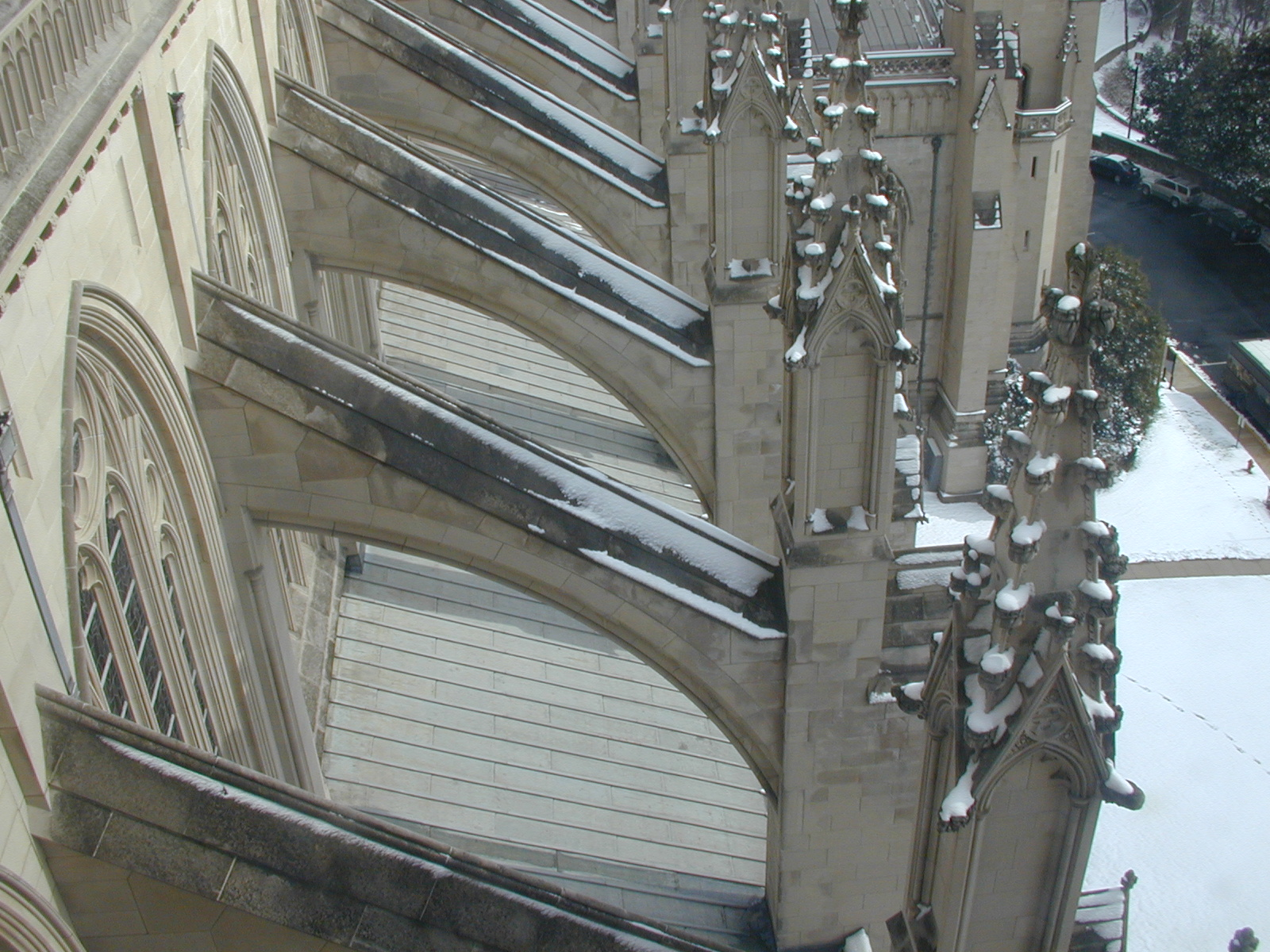
Przypory
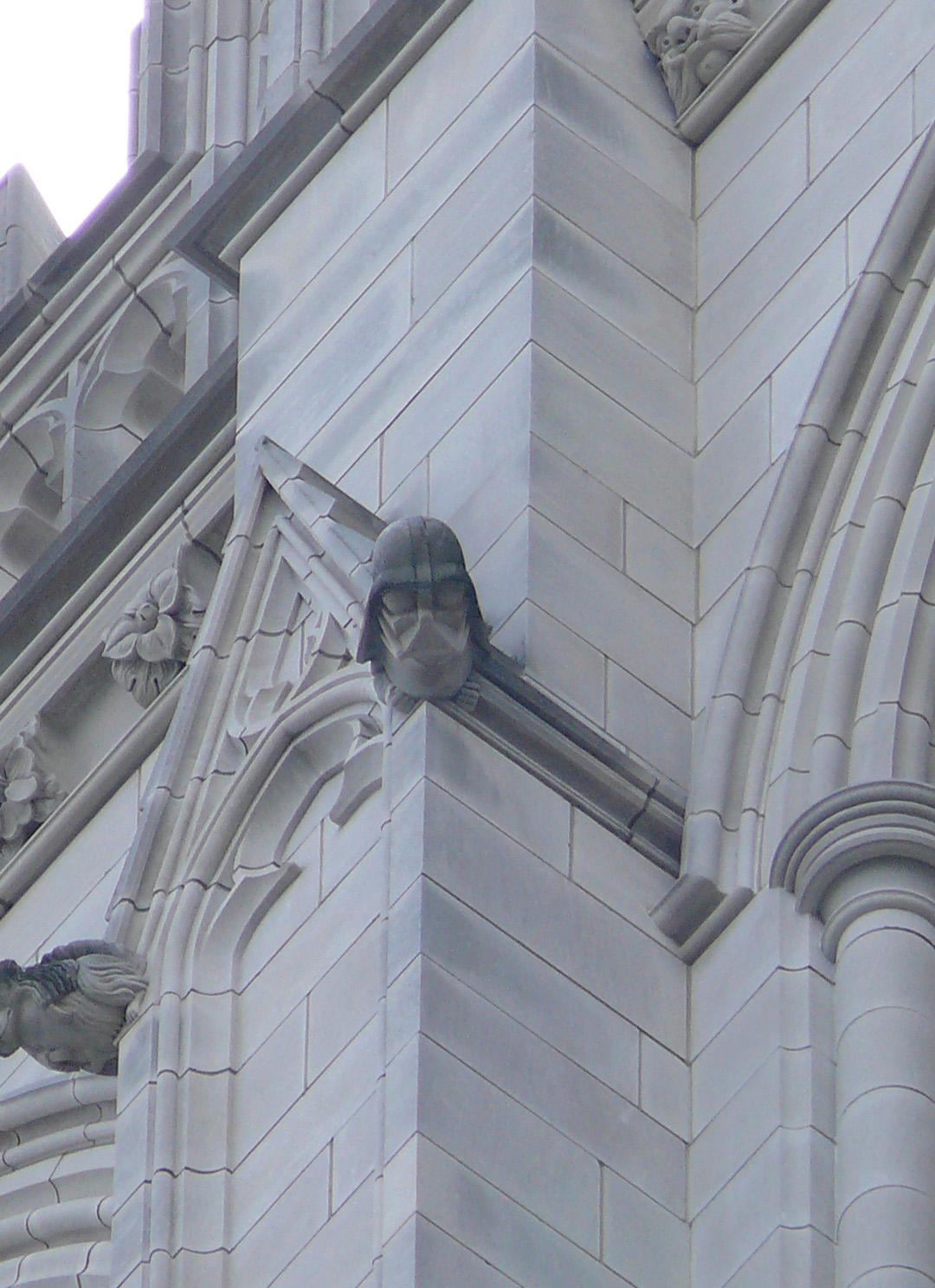
Głowa Dartha Vadera wyrzeźbiona w rogu katedry
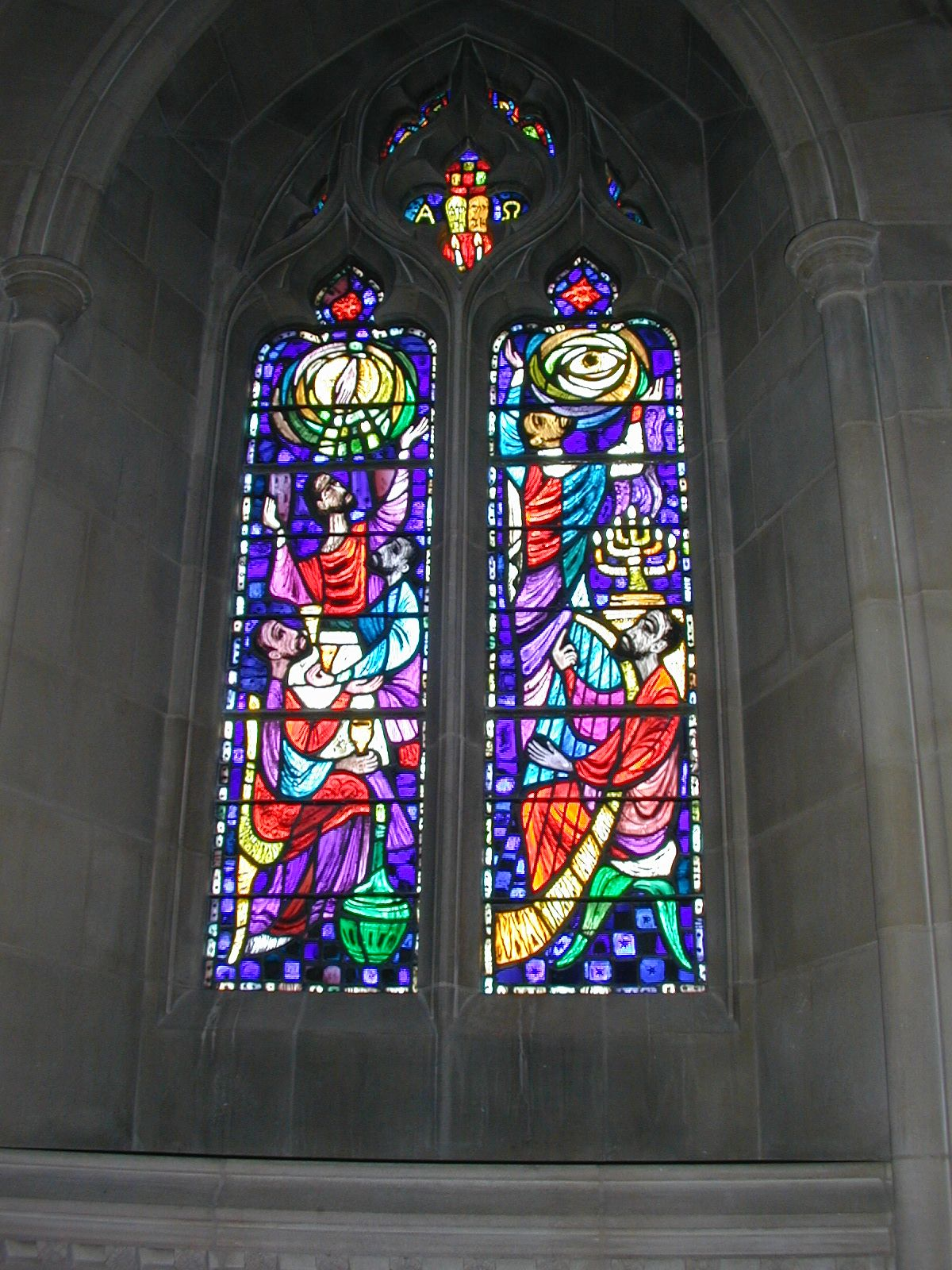
Witraż
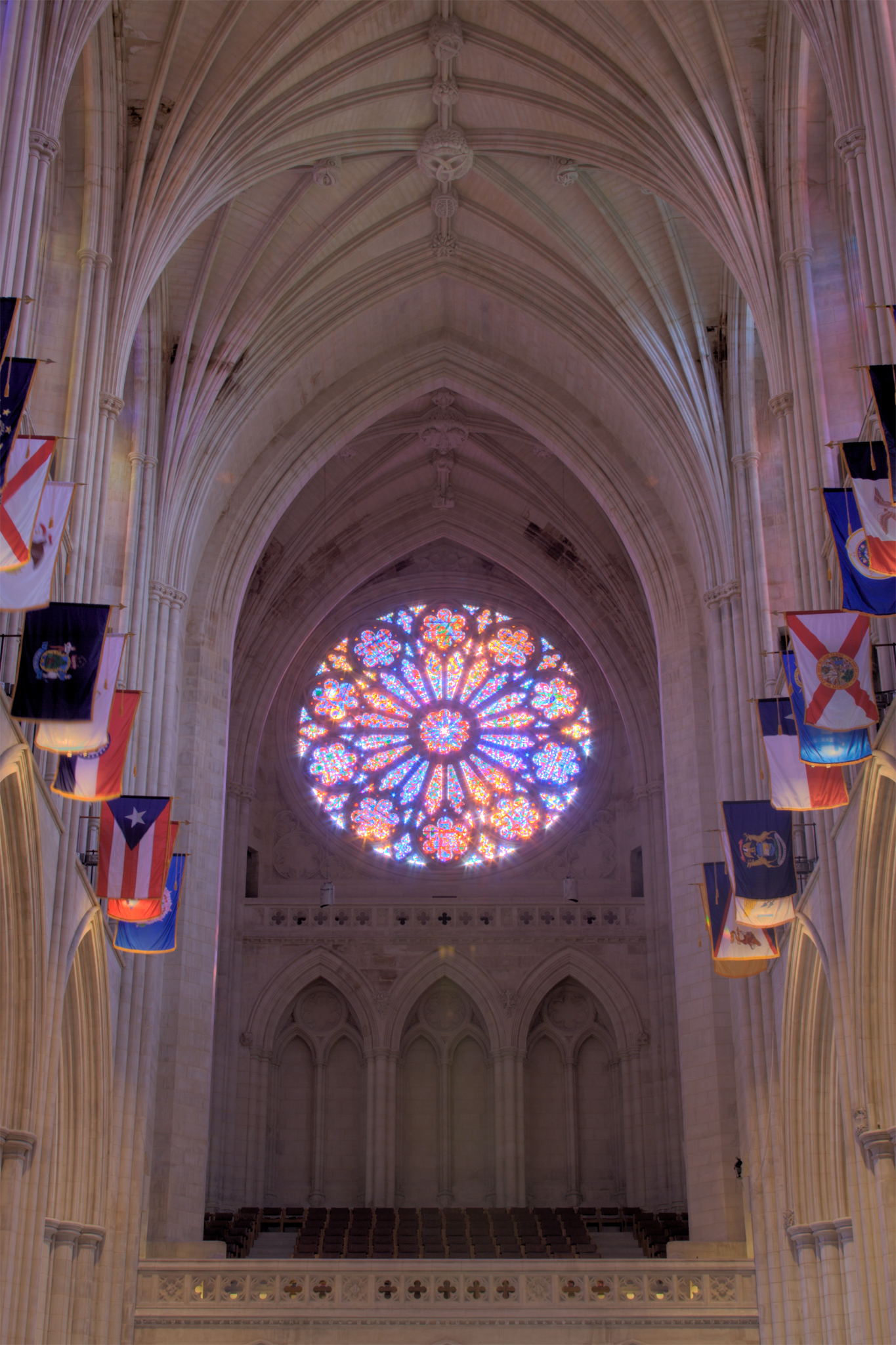
Zachodnia rozeta z 1977
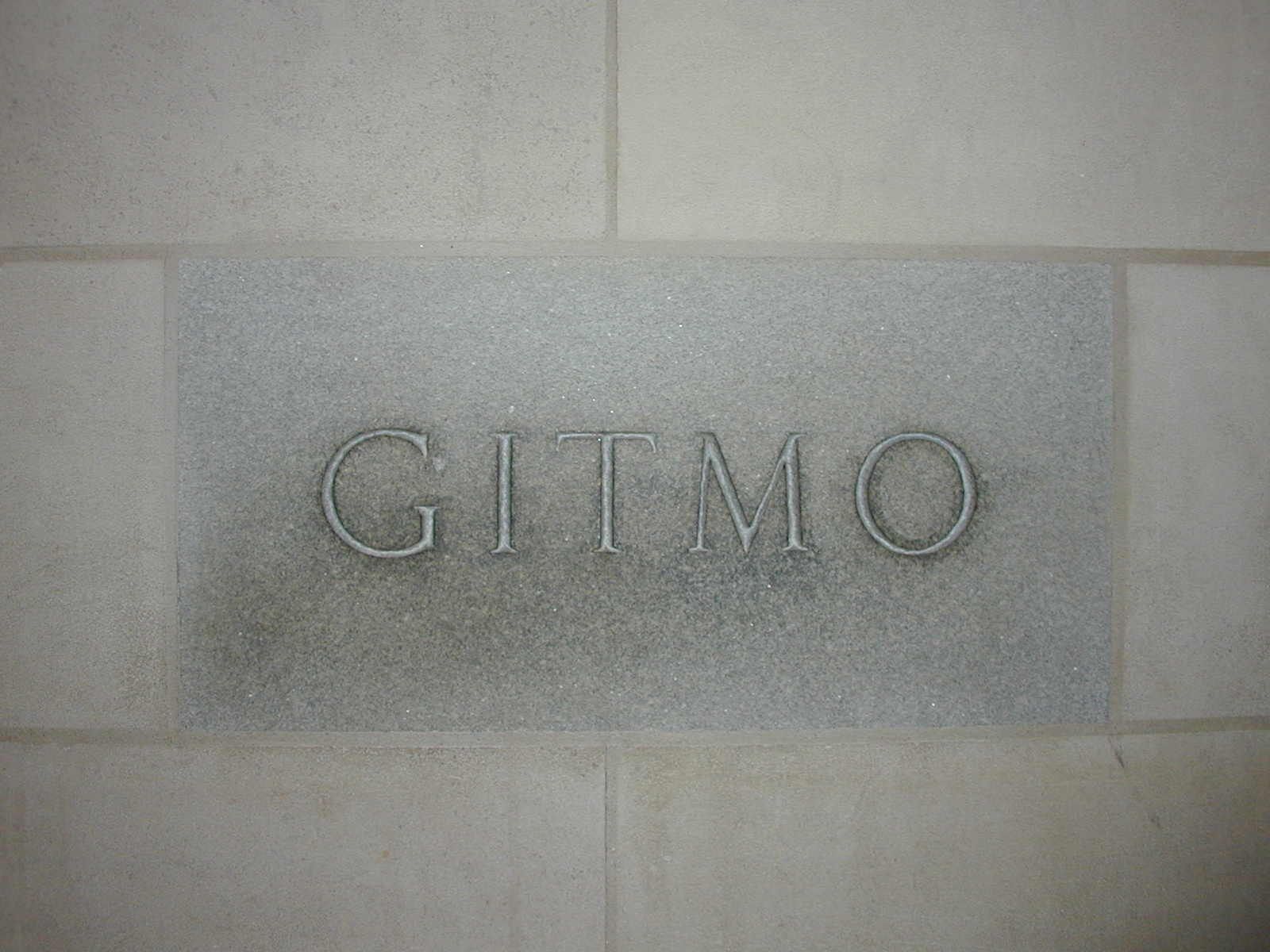
Kamienna płyta pamiątkowa
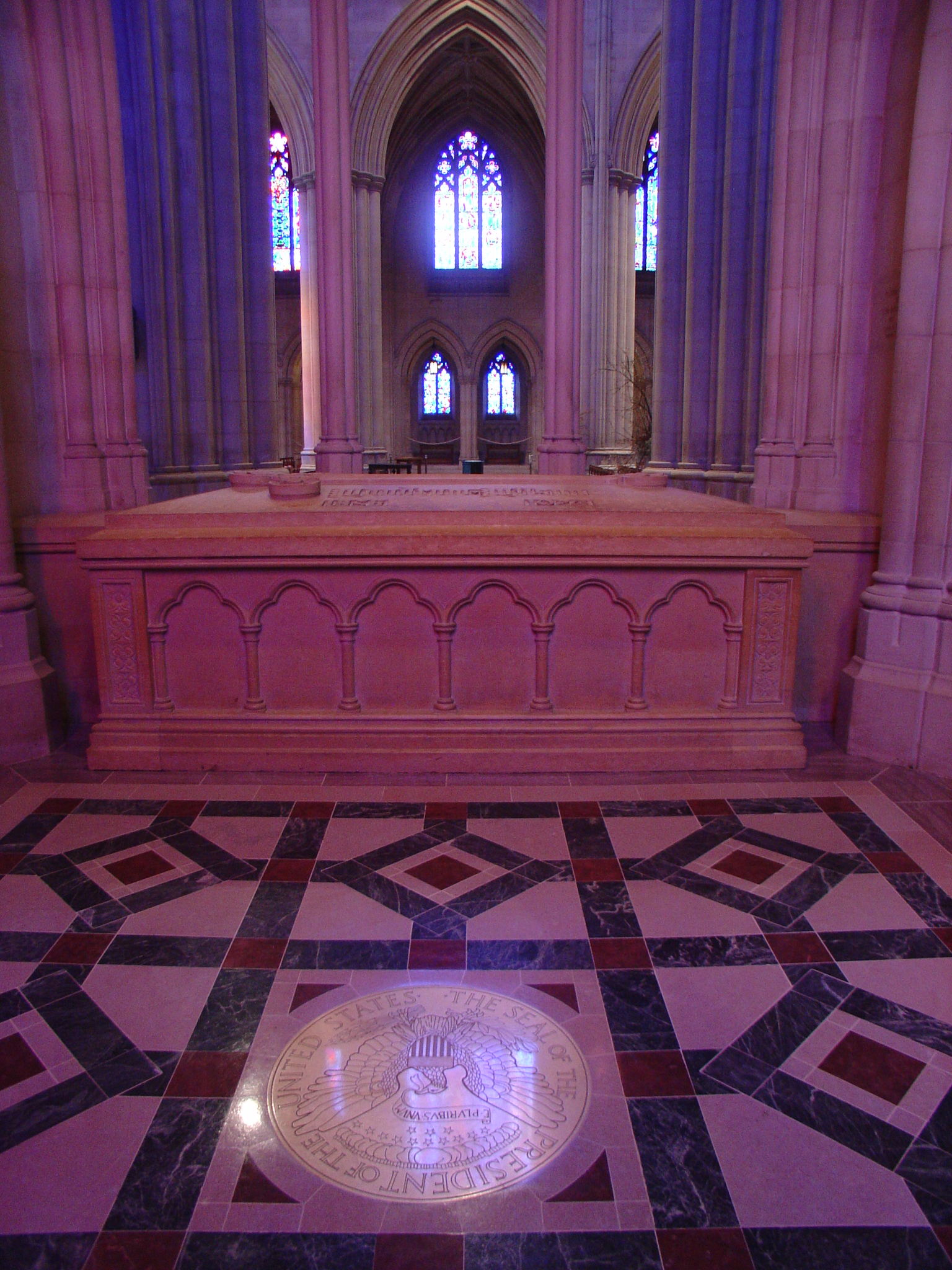
Grobowiec prezydenta Wilsona
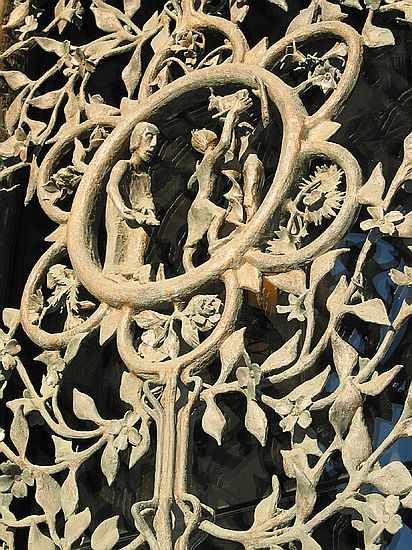
Detal brązowej bramy
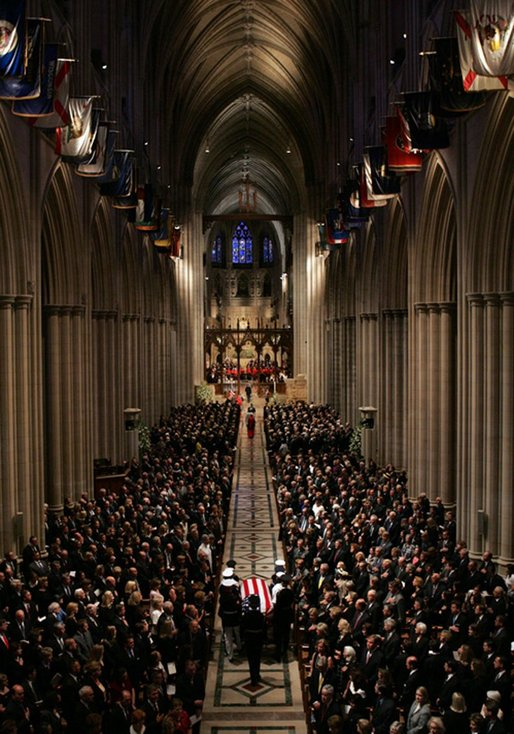
Pogrzeb prezydenta Reagana
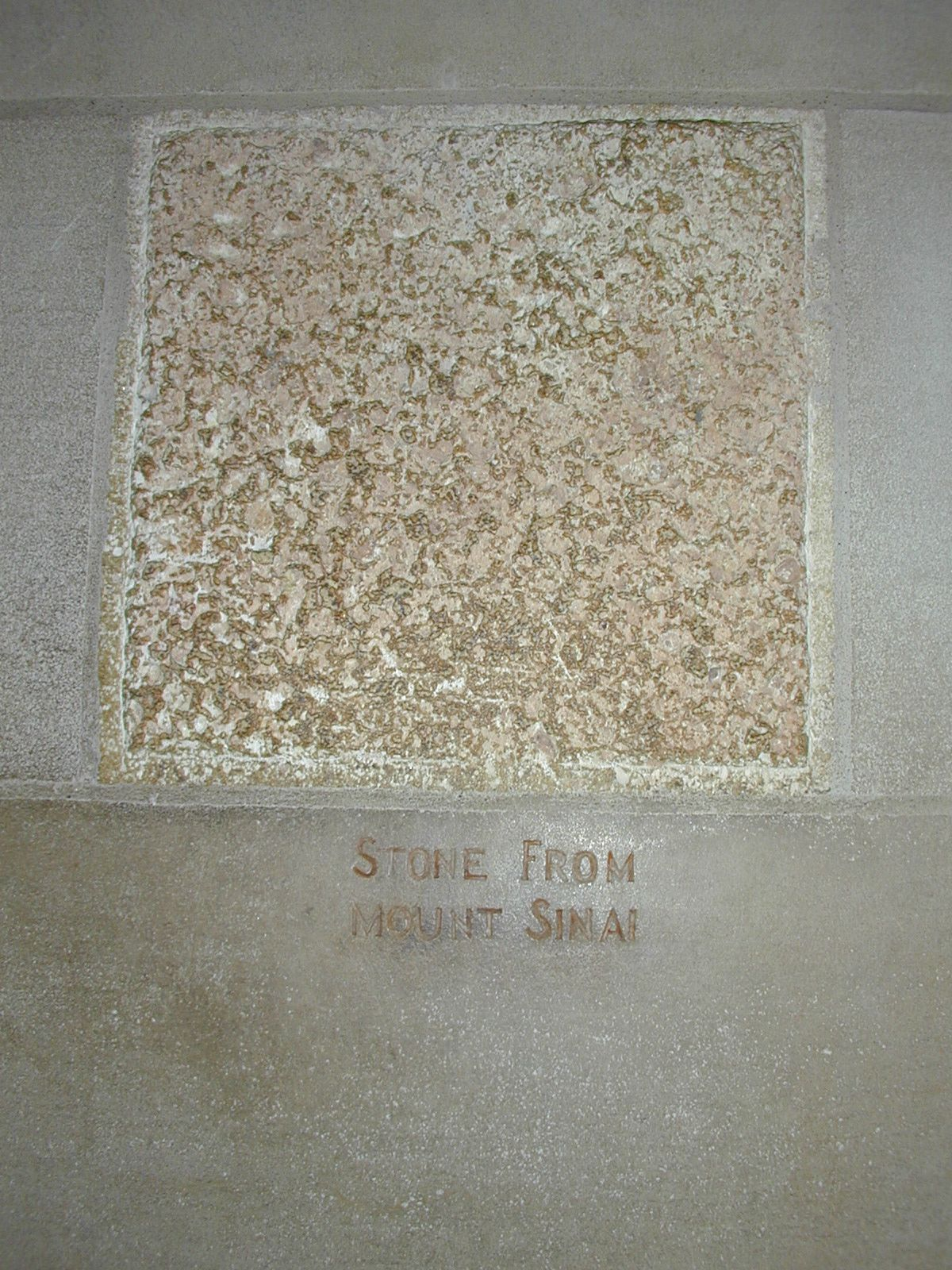
Kamień z góry Synaj
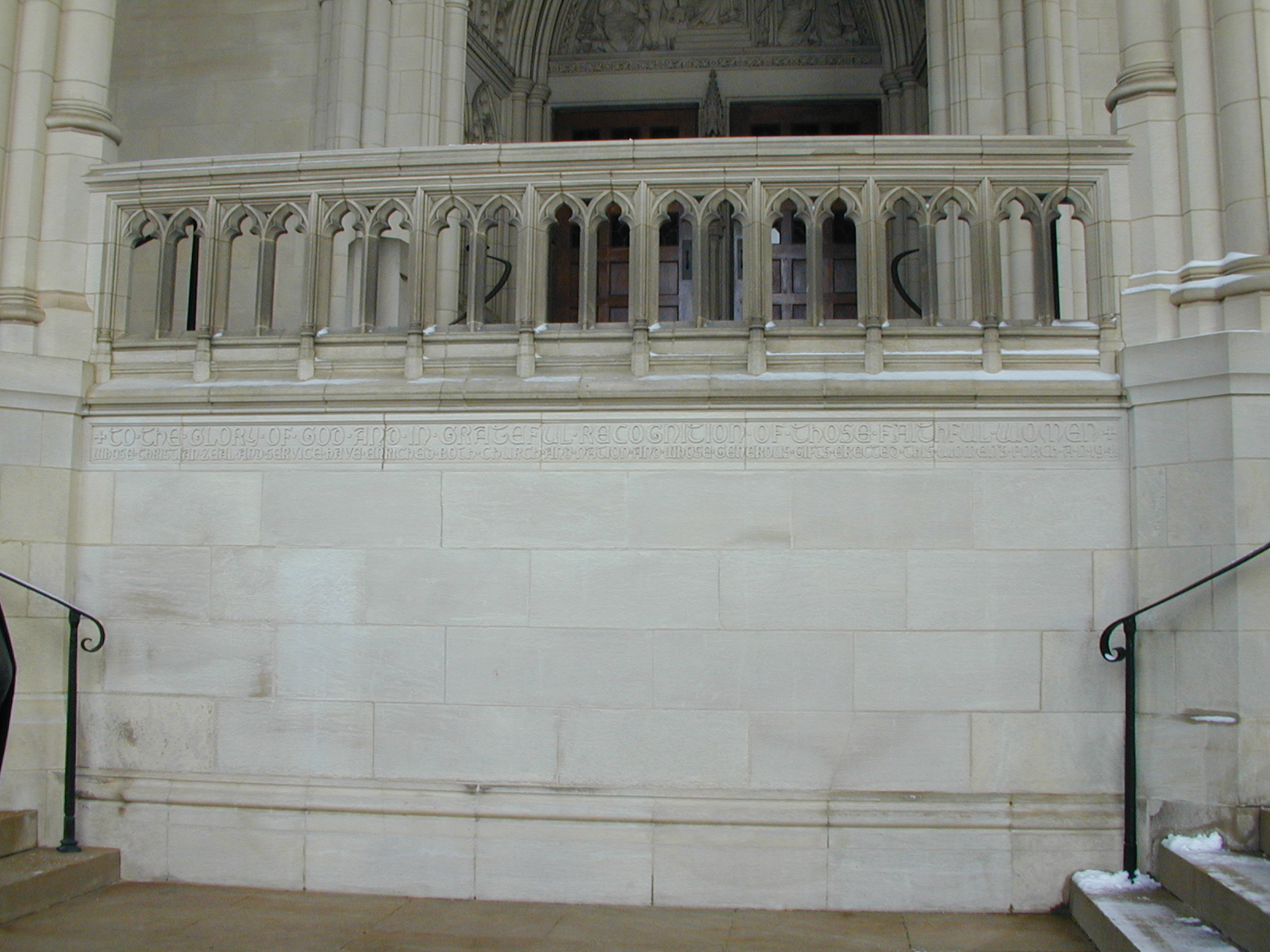
Kamień z inskrypcją w podziękowaniu dla kobiet
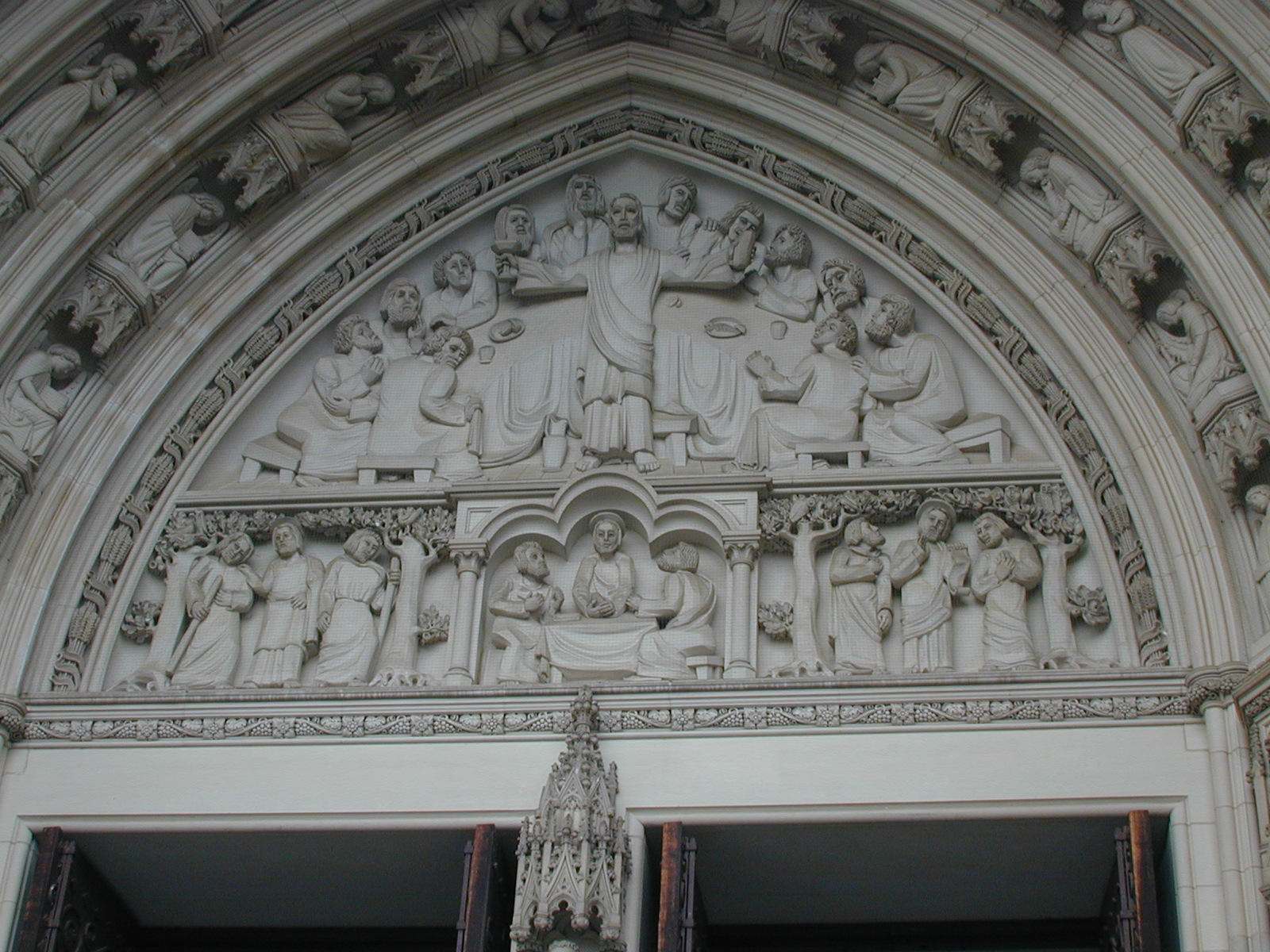
Tympanon w transepcie
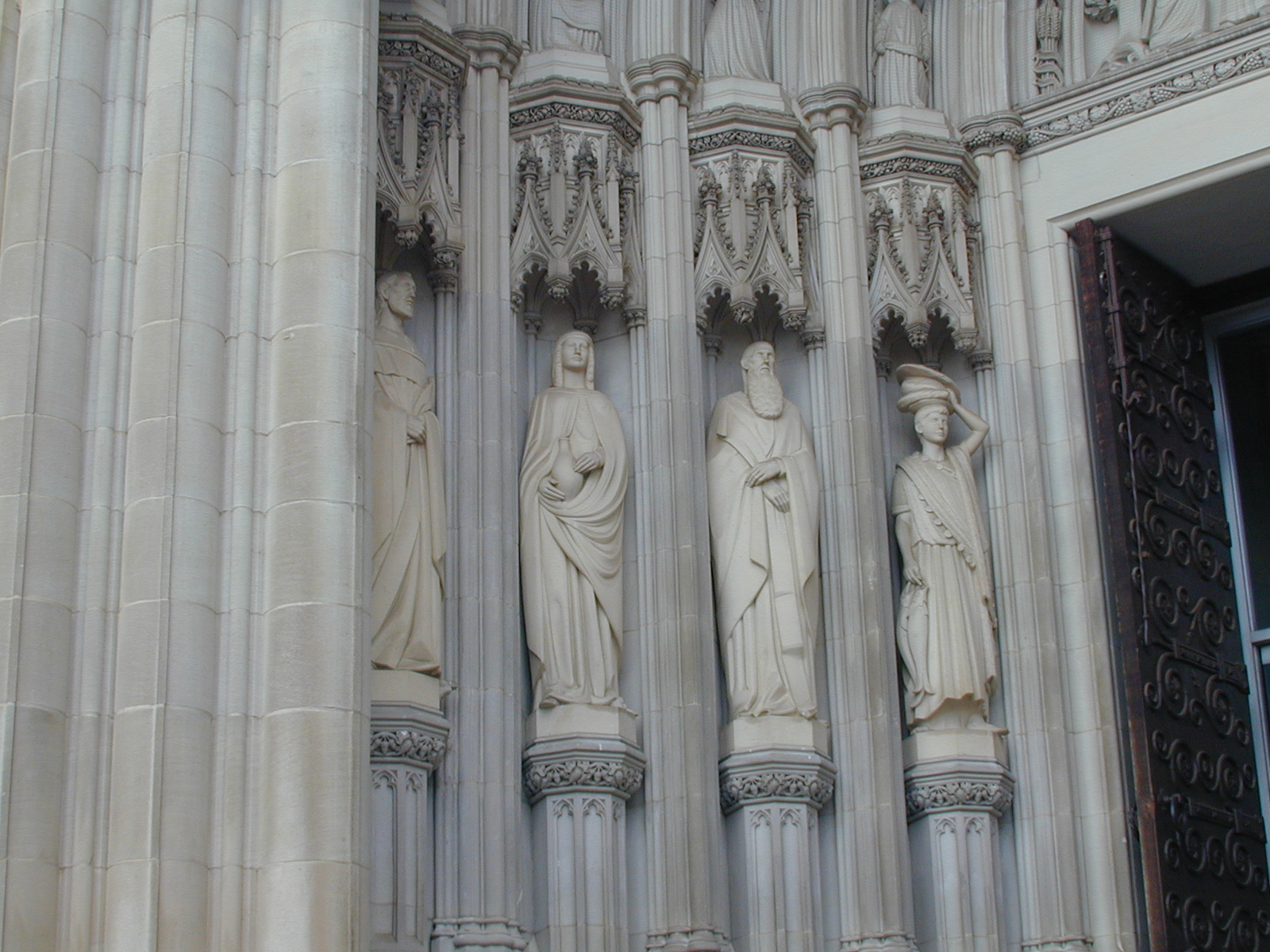
Płaskorzeźby w portalu południowym
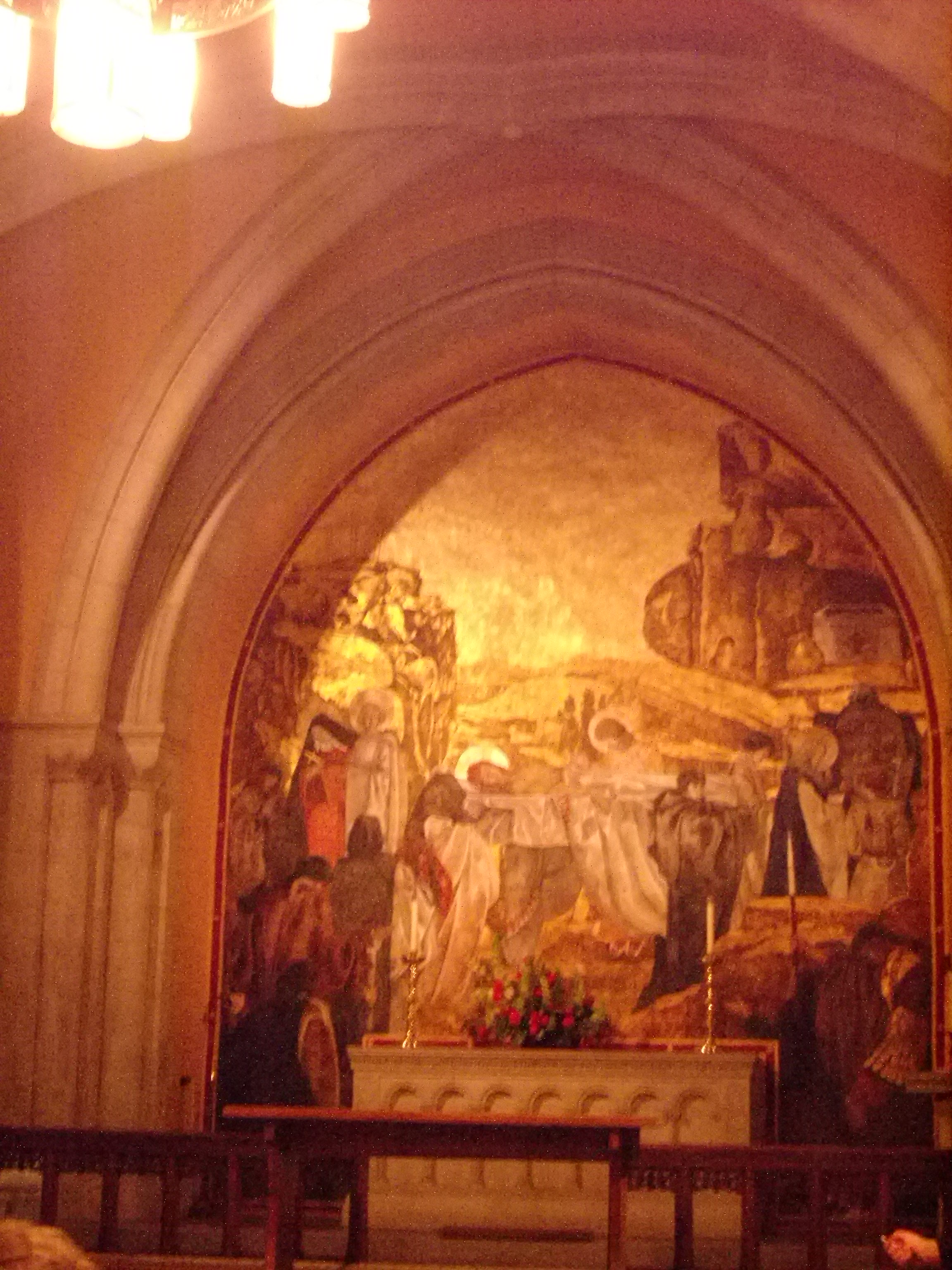
Malowidło obrazujące pochówek Jezusa
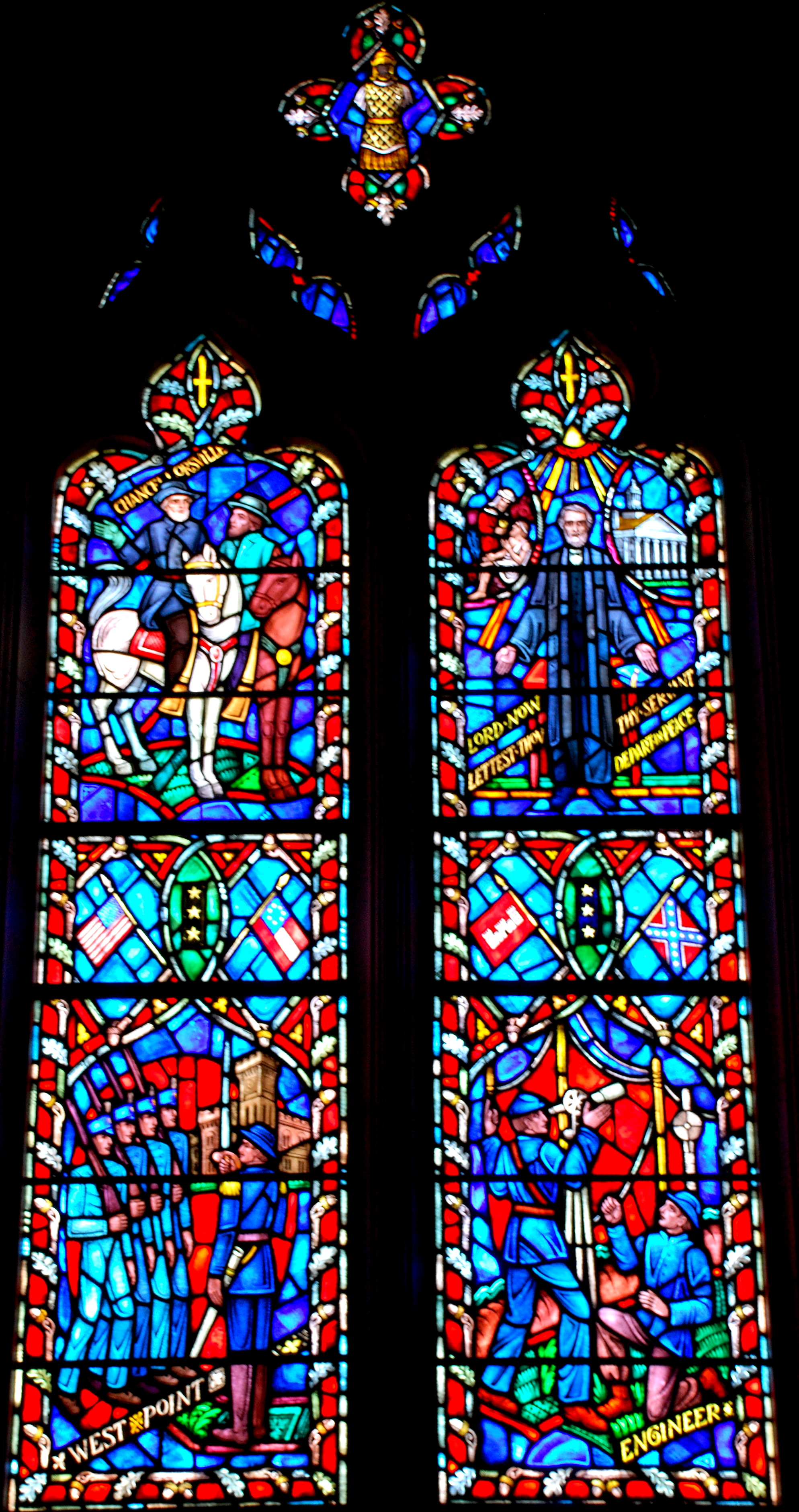
Witraż ze scenami z życia generała Roberta Lee
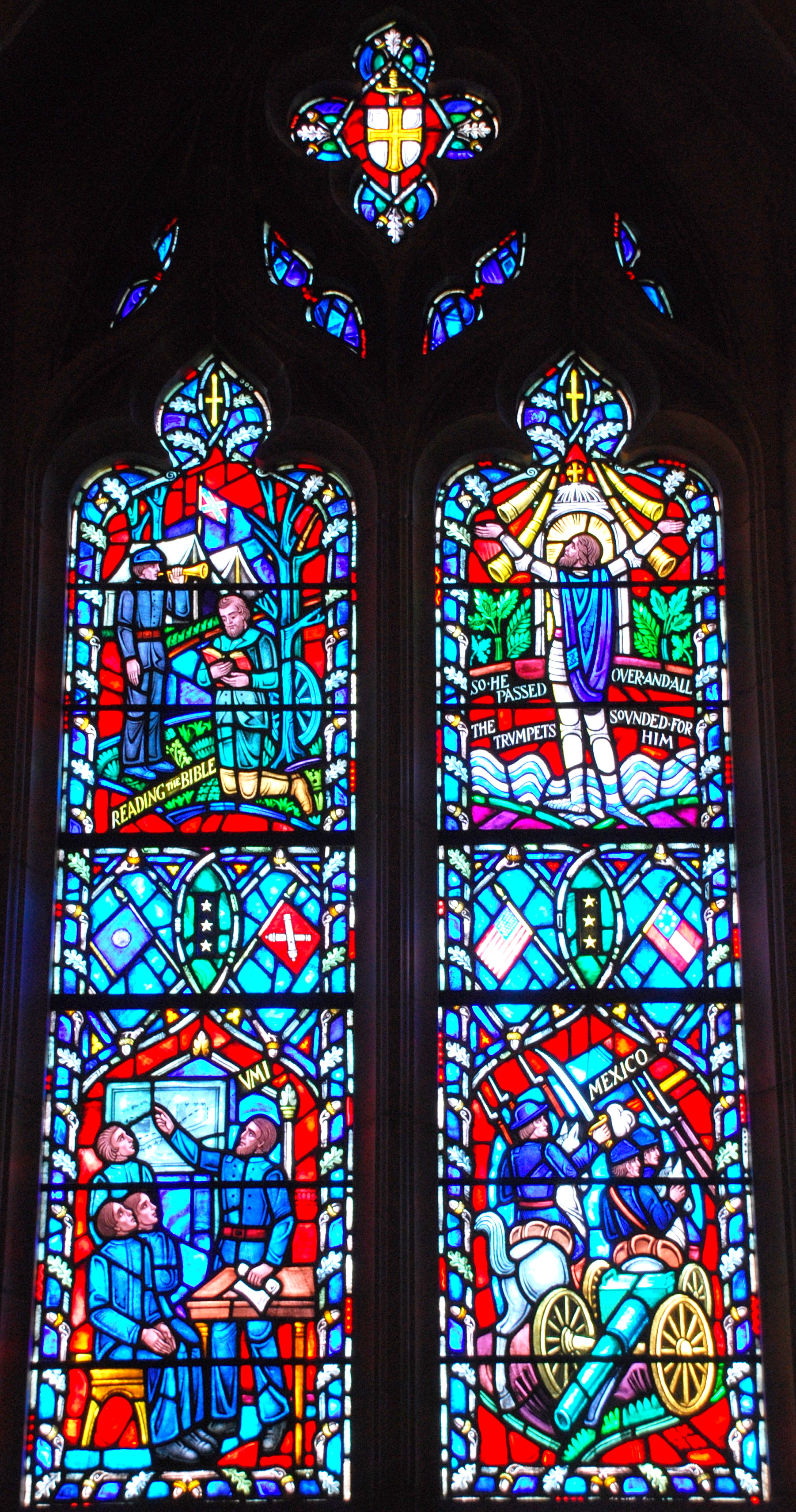
Witraż ze scenami z życia Stonewalla Jacksona
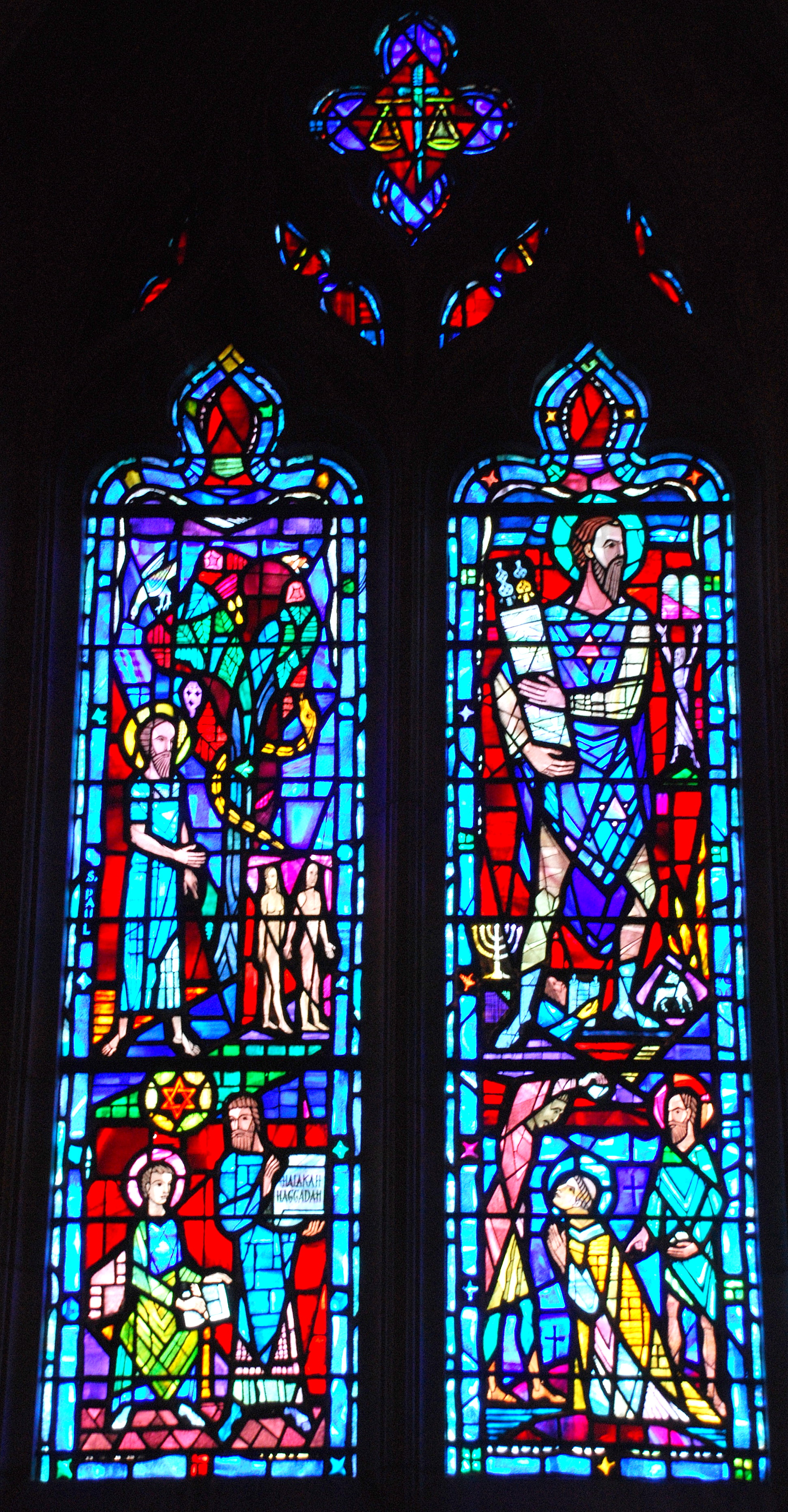
Witraże (uhonorowanie Charlesa Warrena)
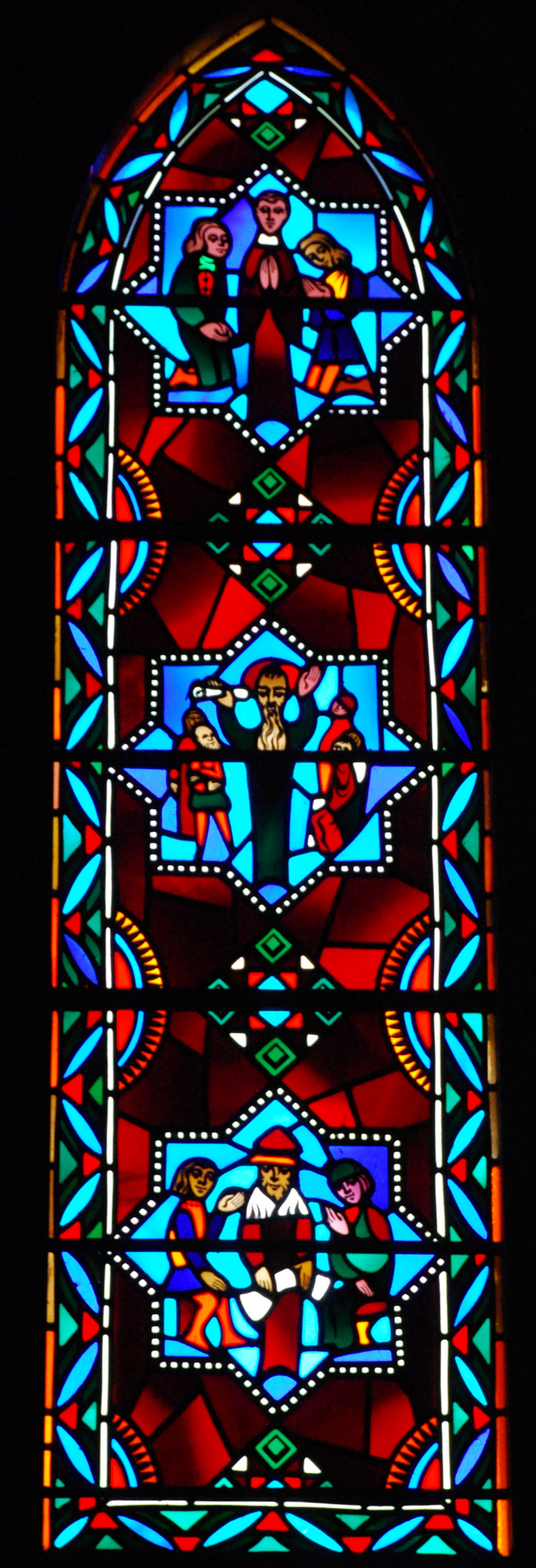
Witraże (uhonorowanie Andrew Mellona)